# Comal megye
Comal megye az Amerikai Egyesült Államokban, azon belül Texas államban található. Megyeszékhelye és legnagyobb városa New Braunfels. Lakosainak száma 161 501 fő (2020. április 1.). Comal megye Blanco, Hays, Guadalupe, Bexar és Kendall megyékkel határos.

## Népesség
A megye népességének változása:
| Lakosok száma | 109 426 | 111 568 | 114 590 | 118 480 | 129 048 | 161 501 |
|               | 2010    | 2011    | 2012    | 2013    | 2015    | 2020    |